# چرگ پایان
چَرگِ پایان یک روستا از توابع جماعت روستایی نورعلیشاه نظرف از توابع ناحیه مؤمن‌آباد است. از چرگ پایان تا مرکز جماعت ۱۰ کیلومتر و تا مرکز ناحیه ۵ کیلومتر فاصله است. جمعیت آن ۳۵۹ نفر است.